# 阿尔博-茹克公馆
阿尔博-茹克公馆（Hôtel d'Arbaud-Jouques）是法国普罗旺斯地区艾克斯的一座历史建筑，位于米拉波大道19号。

## 历史
雅克·阿尔博（Jacques Arbaud）的遗孀于1695年购买了左侧的瓦尔贝勒·梅拉格公馆（Hôtel de Valbelle-Meyrargues），她的儿子安德烈-埃尔泽·阿尔博·德·茹克（André-Elzéard d'Arbaud de Jouques）（1676-1744）稍后购买了右侧的塞奎兰公馆（Hôtel de Séguiran）。
1732年，它们由建筑师让-巴蒂斯特·弗朗克（1683-1758）改建为一座贵族府邸，阿尔博-茹克公馆。 他的儿子约瑟夫查理安德烈阿尔博·德·茹克（1769-1849）和他的兄弟也住在这里。
西班牙国王卡洛斯四世（1748–1819）于1812年以客人身份住在这里。
1990年，该建筑列为法国历史遗迹。